# NGC 1026
NGC 1026 (również PGC 10055 lub UGC 2145) – galaktyka soczewkowata (S0), znajdująca się w gwiazdozbiorze Wieloryba. Odkrył ją Albert Marth 24 grudnia 1864 roku.